# 中正路 (內門區)
中正路（Zhongzheng Rd.）是高雄市內門區的東西向主要道路，連接內門市郊。西起於中埔路口（中埔派出所旁），至南屏路口後，延續編號台3線內山公路繼續南下，末端止於的二層橋西端，續行跨越二仁溪由旗文路接續至旗山區。是高雄旗山地區往來台南市、屏東縣的長途重要路段之一。

## 行經行政區域
- 內門區

## 沿線設施
（由西至東）
- 高雄市政府警察局旗山分局中埔派出所
- 高雄市立內門托兒所（页面存档备份，存于）（中正路227號）
- 高雄市內門區農會觀亭分部（中正路70號）
- 南屏路
- 二層橋

## 公車資訊
- 高雄客運
  - 8035 旗山－內門－南化
  - 8050 台南火車站－旗山轉運站－佛光山